# FLIR
FLIR (angleško Forward looking infrared - "infrardeče gledanje naprej") je infrardeča kamera, ki se uporablja za detekcijo infrardečega sevanja.FLIR naprave se najde tako v civilnem kot vojaškem svetu, uporabljajo se za iskanje in reševanje, iskanju prebežnikov, iskanju požarov, iskanju tarč in drugo. 